# 東北學院大學
東北學院大學（日语：／ Tōhoku Gakuin Daigaku *），是一所位於日本宮城縣仙台市的私立大學。1949年創校，簡稱TGU。

## 概要
东北学院大学是一所重视文理教育的基督教私立综合大学。大学起源于1886年开设的仙台神学校。1891年更名为东北学院，1949年改革为新制大学。现在拥有6个学部，15个学科以及7个研究科。2011年迎来学校创立125周年纪念。

## 学校组织

### 学部
- 文学部
- 経済学部
- 経営学部
- 法学部
- 工学部
- 教養学部

### 大学院
- 文学研究科
- 経済学研究科
- 経営学研究科
- 法学研究科
- 工学研究科
- 人間情報学研究科
- 法務研究科

## 相关链接
- 日本大学列表